# (37564) 1988 TR3
(37564) 1988 TR3 est un astéroïde de la ceinture principale d'astéroïdes découvert en 1988.

## Description
(37564) 1988 TR3 a été découvert le 13 octobre 1988 à Kushiro (Japon) par Seiji Ueda et Hiroshi Kaneda.

### Caractéristiques orbitales
L'orbite de cet astéroïde est caractérisée par un demi-grand axe de 3,19 ua, un périhélie de 2,59 ua, une excentricité de 0,19 et une inclinaison de 13,59° par rapport à l'écliptique. Du fait de ces caractéristiques, à savoir un demi-grand axe compris entre 2 et 3,2 ua et un périhélie supérieur à 1,666 ua, il est classé, selon la JPL Small-Body Database, comme objet de la ceinture principale d'astéroïdes.

### Caractéristiques physiques
(37564) 1988 TR3 a une magnitude absolue (H) de 13,8 et un albédo estimé à 0,200.